# 因果謬誤
因果謬誤（causal fallacy）、虛假原因（英語：false cause）、或亂賦因果（拉丁語：non causa pro causa），是一種非形式謬誤，泛指各種未有充分證據便輕率斷定因果關係的不當推論。像是例如看到「死刑判決越多，謀殺犯罪率越高」，就斷定死刑有「殘忍效應」、會導致更多謀殺，就有可能犯下因果謬誤。死刑是否有殘忍效應，或反過來有嚇阻、減少謀殺的效果，是要做更多研究、取得更多證據後，才能斷定的。

## 因果謬誤的種類
一些可歸類為因果謬誤的謬誤如下：
- 與此故因此
- 單因謬誤
- 後此謬誤
- 迴歸謬誤
- 德州神槍手謬誤
- 妄下結論（jumping to conclusions）
- 關聯謬誤
  - 希特勒歸謬法

## 示例
例一

統計研究發現，冰淇淋銷量最高的時候，就是公共泳池的溺水事故發生得最多的時候。

然而，有可能熱浪造成冰淇淋銷量和公共泳池的溺水事故增多。这两者只是有时间上的关联性。若視冰淇淋的銷量或遇溺事故為對方的成因，可能就被偽關係誤導了。（參見虛假關係、相關不蘊涵因果）
例二

小明感冒後吃了些感冒藥，後來就發燒了。一定是這感冒藥讓他惡化的！

發燒可能是感冒本身造成，未必是感冒藥造成的。（參見後此謬誤）
例三

小華因為發高燒不退，於是發生了腦膜炎。

醫學上更可能是「細菌感染沒妥善控制」造成「發高燒不退」和「腦膜炎」。換言之，即使沒有「發高燒不退」（比如吃了很多退燒藥），小華仍可能因為「細菌感染沒妥善控制」造成「腦膜炎」。（參見複合結果）
例四

小明上次比賽打棒球的成績奇差無比，教練把他罵一頓以後，這次比賽的成績就進步了。因此，責罵可以提升小明打棒球的成績。

比賽中的表現往往會時好時壞，當前一次打出很少發生的極差成績時，即使什麼都不做，這次也很可能打出比上次好的成績。同理，如果小明上次比賽表現是罕見的好，這次比賽的成績通常會比上次差，如果上次比賽後教練誇獎過他，可能就會做出「誇獎會讓小明表現變差」的錯誤推論。（參見迴歸謬誤）

## 外部連結
- （英文）Non Causa Pro Causa（页面存档备份，存于）